# 紅ほっぺ

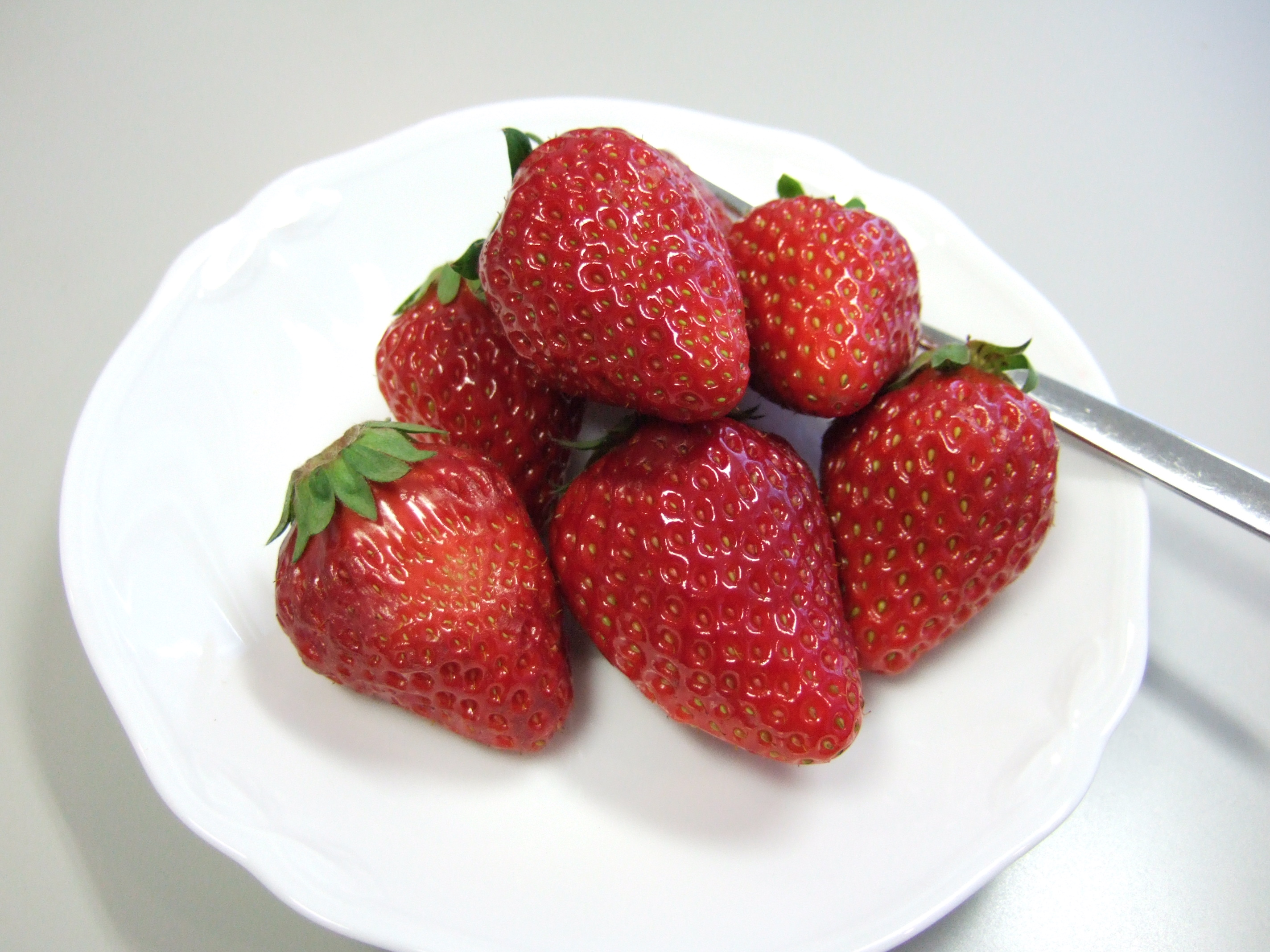
紅ほっぺの例

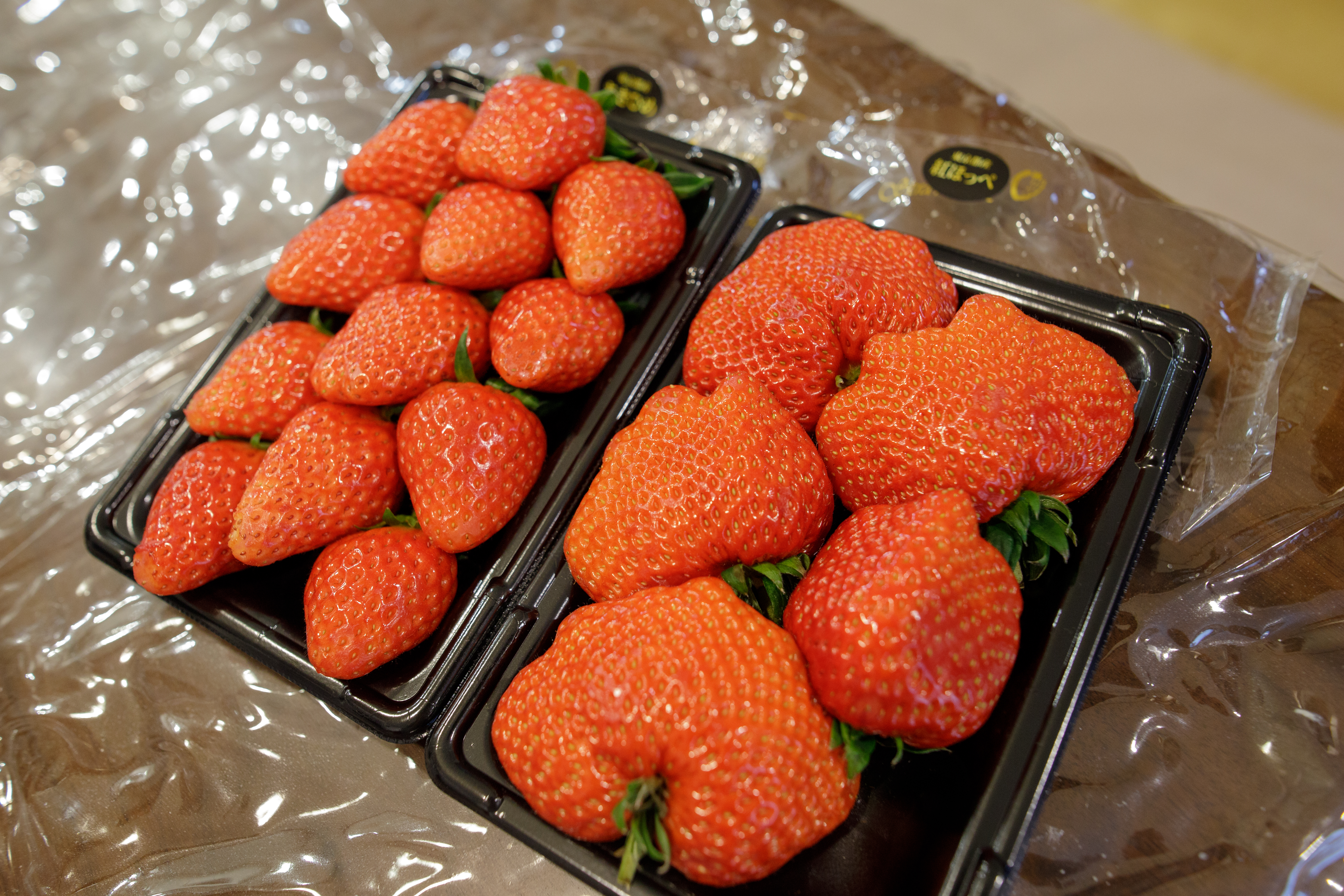
章姫（左）と紅ほっぺ（右）

紅ほっぺ（べにほっぺ）は静岡県で育成されたイチゴの品種名。2022年時点では静岡県以外にも愛知県、茨城県、九州の各県で栽培されている。

## 概要
大ぶりの円錐形をしており、果肉の中まで赤いのが特徴である。果皮が硬いため、生食だけではなく製菓用にも適している。
2022年時点ではとちおとめ、あまおう、ゆうべに、ゆめのか、紅ほっぺが日本における品種別イチゴ生産量のトップ5となる。
特定の病害虫抵抗性は有しておらず、炭そ病の抵抗性は章姫や女峰より良好であるものの、宝交早生ほどではなく罹病性となっている。うどんこ病、角斑細菌病に対しても章姫よりは良好であると言えなくもないが、抵抗性は有していない。

## 開発の経緯と命名の由来
当時、静岡県におけるイチゴの主品種は女峰、スルガレッド、久能早生、アイベリーを経て章姫となっていたが、章姫には果皮が弱く東京市場への輸送に問題があったことと、赤色が薄いという見た目が問題視されていた。
1994年に静岡県農業試験場（現在・静岡県農林技術研究所）において章姫を子房親にし、さちのかを花粉親として交配させ得られた実生から育成、選抜が行われた。1996年度は選抜した「94-9-2」が章姫と同等以上の多収性、食味や硬さ、果心部まで赤いといった特徴を備えていたことから、有望として1997年7月には系統名「静岡11号」が与えられた。1997年度には韮山町、藤枝市、浜岡町、袋井市において「静岡11号」の現地適応性試験を行い、果実の大小の較差が激しいことと、果皮色が濃すぎることなどの問題が指摘されたものの、栽培のし易さや章姫と同等以上の収量性や大きさ、硬さ、食味などが良好であることが確認された。1998年度も同様に現地適応試験を実施し、初収が遅ると総収量で章姫よりも劣ること、果実の形状が女峰に近い長円錐形で章姫と比べてパックに詰めにくいといった問題は指摘されたものの、今後の普及が見込まれたため、1999年3月に「紅ほっぺ」という名称で品種登録を出願し、2002年7月に品種登録された。
「紅ほっぺ」の品種名は、果皮色が鮮紅色であることに加え、果心部まで赤いことと、ほっぺが落ちるほどのコクのある食味であることを表していると共に、親しみを持たれることを願って命名された。

## 中国における栽培
中国においては、「红颜草莓」という名前で大量栽培されている。2007年に四川省に初めて栽培用に章姫の苗木が「導入」された。